# Ivan Pratch
Ivan Pratch (en russe : Иванъ Прачь, Johann Gottfried Pratsch, Jan Bohumir Práč ; né vers 1750 en Silésie et mort en 1798 ou 1818 à Saint-Pétersbourg) est un compositeur bohémien actif l'essentiel de sa vie en Russie dès les années 1770.

## Biographie
Aucun document de sa jeunesse n'ayant été conservé, sa vie commence lorsque Pratch vit à Saint-Pétersbourg, après 1770. Il exerce d'abord comme professeur de piano à l'Institut Smolny (1780–1795) s'occupant des jeunes filles de la noblesse qui recevaient une excellente éducation, autant scientifique qu'artistique. En outre, il s'occupait de réparer les instruments à clavier et donnait des cours aux petites classes de l'École de musique du théâtre dès 1784. 

## Œuvres

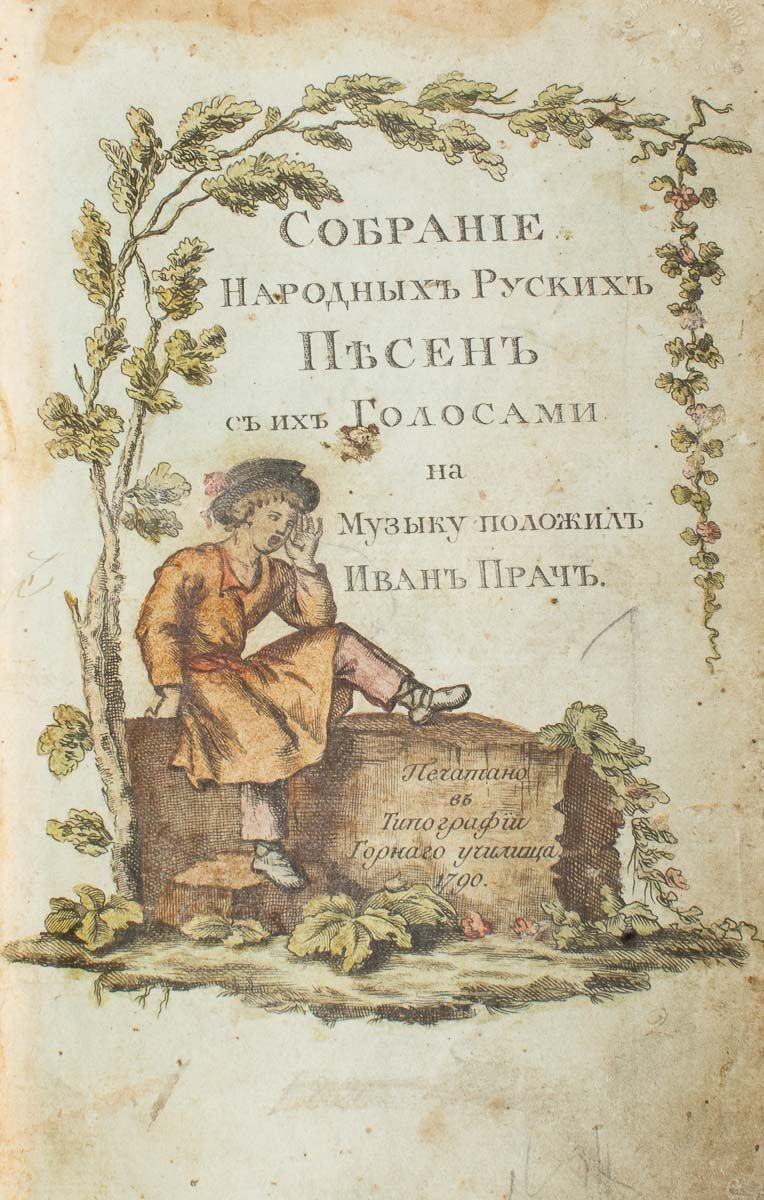
Page de titre de l'édition des chants folkloriques collectés par Nikolai Lvov et mis en musique par Ivan Pratch (Saint-Pétersbourg, 1790).

Avec Nikolaï Alexandrovitch Lvov, il a publié une collection de chants russes dont il a assuré l'arrangement de l'accompagnement de piano (Saint-Pétersbourg, 1790) qui l'a rendu célèbre. Contenant une centaine de mélodies, le recueil a joui à l'époque d'une grande popularité, puisqu'elles sont utilisées, entre autres, par Beethoven (quatuors op. 59), Moussorgski, Rimski-Korsakov (opéra), Grétry et Rossini. En 1806 une édition révisée, plus large paraît, ainsi qu'une autre en 1815.
Il a également composé un Fandango, ainsi que de nombreuses œuvres pour piano, dont une marche funèbre sur la mort du général Koutouzov et des réductions pour piano de trois opéras de Martín y Soler (1789) qui est chef d’orchestre à la cour de Catherine II. En revanche, sa musique de chambre semble avoir pratiquement disparu.
- Sonate pour piano, op. 1 en ut majeur (1787)
- Six variations sur une allemande de Martín y Soler (1794)
- Fandango, op. 2 (1795)
- 12 variations (1802)
- Transcription pour deux pianos, op. 4, du Quatuors avec piano no 2 de Mozart K 493
- Sonate pour piano et violoncelle, op. 6 en la mineur. Fondée sur une sonate de Johann Facius, virtuose du violoncelle et de la contrebasse dans l'orchestre de N. P. Cheremetov.
- Rondo en fa majeur, pour piano

## Discographie
- Compositeur de chambre à Saint-Pétersbourg, Sonate pour piano, op. 1, Sonate pour violoncelle, Rondo en fa majeur, Quatuor de Mozart pour deux pianos, op. 4 - Alexeï Lubimov pianoforte (Louis Dulken 1793 et J. Brodwood 1804) ; Pleyel-Trio St. Petersburg : Dmitri Sokolov, violoncelle ; Yuri Martynov, piano (29–31 janvier 2002, Christophorus CHR 77250) (OCLC 880905334)
- Marche funèbre sur la mort du général Koutouzov, Les origines de la musique pour piano russe, vol. 2 (Olympia OCD 545)
- Rondo en fa majeur, Sonate op. 1, Clavecin russe du XVIIIe siècle (Russian Compact Disc RCD 19101)